# Age Ain't Nothing but a Number
Albums de Aaliyah
One in a Million
(1996)
Singles
1. Back & Forth
Sortie : 10 mai 1994
2. At Your Best (You Are Love)
Sortie : 22 août 1994
3. Age Ain't Nothing But a Number
Sortie : 6 décembre 1994
4. Down with the Clique
Sortie : 2 mai 1995
5. No One Knows How To Love Me Quite Like You Do
Sortie : 27 juin 1995
6. The Thing I Like
Sortie : 3 août 1995

Age Ain't Nothing but a Number est le premier album studio d'Aaliyah, sorti le 24 mai 1994.
L'album s'est vendu à 96,000 exemplaires la première semaine et s’est classé 3e au Top R&B/Hip-Hop Albums et 18e au Billboard 200.

## Liste des titres
Toutes les chansons sont écrites et produites par R. Kelly, à l'exception de At Your Best (You Are Love), écrite par Ernie Isley, Marvin Isley, O'Kelly Isley, Jr., Ronald Isley et Chris Jasper.
| No  | Titre                                         | Contient un (des) sample(s) de                                                            | Durée |
| --- | --------------------------------------------- | ----------------------------------------------------------------------------------------- | ----- |
| 1.  | Intro                                         |                                                                                           | 1:30  |
| 2.  | Throw Your Hands Up                           |                                                                                           | 3:34  |
| 3.  | Back & Forth                                  | Back and Forth de Cameo Flash Light de Parliament The Breakdown (Part II) de Rufus Thomas | 3:51  |
| 4.  | Age Ain't Nothing but a Number                | What You Won't Do for Love de Bobby Caldwell                                              | 4:13  |
| 5.  | Down with the Clique                          | Tonight Is the Night de Betty Wright There's No Love in the World de Luciano              | 3:24  |
| 6.  | At Your Best (You Are Love)                   |                                                                                           | 4:51  |
| 7.  | No One Knows How to Love Me Quite Like You Do | Impeach the President des Honey Drippers                                                  | 4:07  |
| 8.  | I'm So into You                               |                                                                                           | 3:25  |
| 9.  | Street Thing                                  |                                                                                           | 4:58  |
| 10. | Young Nation                                  |                                                                                           | 4:40  |
| 11. | Old School                                    | Between the Sheets des Isley Brothers                                                     | 3:17  |
| 12. | I'm Down                                      | If You Play Your Cards Right d'Alicia Myers                                               | 3:16  |

| 13. | The Thing I Like                          |                                                            | 3:28 |
| 14. | Back & Forth (Mr. Lee & R. Kelly's Remix) | Misdemeanor de Foster Sylvers Atomic Dog de George Clinton | 3:45 |

## Certifications
| Pays        | Association  | Certification | Ventes     |
| ----------- | ------------ | ------------- | ---------- |
| Canada      | Music Canada | Or            | 50 000+    |
| États-Unis  | RIAA         | 2 × Platine   | 2 000 000+ |
| Japon       | RIAJ         | Or            | 120 000+   |
| Royaume-Uni | BPI          | Or            | 100 000+   |